# De Beers
De Beers Group är ett företag ifrån Sydafrika som handlar med diamanter. Det grundades av Cecil Rhodes i slutet på 1800-talet då Cecil Rhodes vann kontrollen över Kimberleygruvan i Sydafrika. De Beers skapade ett av tidernas mest framgångsrika monopol och kontrollerar än idag världspriset på diamanter. De utvinner diamanter i gruvor i både Sydafrika och Botswana.